# نورمن فیندلی
نورمن فیندلی (انگلیسی: Norman Findlay؛ زادهٔ) بازیکن فوتبال است.
از باشگاه‌هایی که در آن بازی کرده‌است می‌توان به باشگاه فوتبال بلیث اسپارتانس اشاره کرد.